# 永岡秀一
永岡 秀一（ながおか ひでいち、Hideichi Nagaoka、1876年（明治9年）9月17日 - 1952年（昭和27年）11月22日）は、日本の柔道家。最高位である十段位を史上3代目として授けられ「天才永岡」と呼ばれた。

## 人物
岡山県岡山市出身。関西における柔道の発展に尽した後、1913年（大正2年）4月、大日本武徳会柔道範士の称号を授与される。同年5月には嘉納治五郎師範に招かれ講道館指南役、東京高等師範学校教授となり、その後、警視庁、中央大学の柔道師範も兼ねて、柔道の発展に尽した。
永岡は、柔道の普及発展に特に顕著な功績のあった物故者の中から選ばれた19名のうちの一人として講道館柔道殿堂に顕彰されている。
横捨身技を得意としたため『横捨身の大家』と呼ばれた。作家の志賀直哉は、1964年東京オリンピック柔道競技無差別級で神永昭夫（富士製鐵）がアントン・ヘーシンク（オランダ）の前に敗れ去ったのを見て、「永岡さんのような（横捨身技を持つ）人だったらどうだったであろうか」とコメントしている。

## 家族
長男・俊一は横浜ゴム元専務を務めた。また孫・久子（俊一の長女）は東食元常務の大河原昭次に嫁ぎ、久子の長女・香は政治家の河野太郎に嫁いでいる。
次女芳子は、永岡も指導した菊池揚二九段の夫人。

## 年譜
- 1876年（明治9年）9月17日 - 岡山県岡山市に生まれる。岡山で野田権三郎の下「起倒流」を学ぶ。
- 1892年（明治25年） - 上京。
- 1893年（明治26年）1月 - 「講道館」へ入門。その後、「第一高等学校」など在京各学校において柔道の指導にあたる。
- 1894年（明治27年）9月 - 初段。
- 1895年（明治28年）4月 - 二段。
- 1896年（明治29年）4月 - 三段。
- 1898年（明治31年）1月 - 四段。
- 1899年（明治32年）1月 - 五段。
- 1902年（明治35年） - 関西における柔道の普及の使命を帯びて神戸に移り、「兵庫県巡査教習所」教授嘱託。
- 1903年（明治36年） - 「日本武徳会本部」教授。
- 1904年（明治37年）10月 - 六段。
- 1912年（明治45年）1月 - 七 段。この年、「武術専門学校」教授。
- 1913年（大正2年）4月、大日本武徳会柔道範士の称号を授与される[6]。同年5月には嘉納治五郎師範に招かれ講道館指南役、東京高等師範学校教授となる。
- 1920年（大正9年）3月 - 八段。
- 1930年（昭和5年）4月 - 九段。
- 1937年（昭和12年）12月 - 十段。
- 1940年（昭和15年） - 天覧試合で古式の形を演武。
- 1952年（昭和27年）11月22日 - 永眠。享年77。

2012年現在、講道館十段所有者は永岡を含め、15人のみである。

## モデルとしたフィクション
小説
- 『天才永岡十段』−和して流れず− 古賀残星 春歩堂 1954年（昭和29年）11月
- 『花の講道館』村松梢風 - 明治末期の講道館を舞台にした読売新聞連載小説『近世名勝負物語』の中の一編。永岡秀一が主人公のモデル。

映画
- 「柔道流転」（1955年、配給：新東宝） - 古賀残星の原作『天才永岡十段』を脚色した映画。二部作で続編の題名は「黒帯無双」。
- 「黒帯無双」（1955年、配給：新東宝） - 「柔道流転」の続編で、第一部「柔道流転」と同じく古賀残星の原作『天才永岡十段』を脚色したもの。
- 「花の講道館」（1963年、配給：大映） - 村松梢風『近世名勝負物語』の中の一編『花の講道館』の主人公のモデル。

## 著作
- 『要説柔道教本』永岡秀一, 櫻庭武共著 (BA43972879) : 東京開成館, 1938年3月